# Nactus chrisaustini
Nactus chrisaustini — вид геконоподібних ящірок родини геконових (Gekkonidae). Ендемік Папуа Нової Гвінеї. Описаний у 2020 році.

## Поширення і екологія
Nactus chrisaustini мешкають на південному сході Нової Гвінеї, в районі затоки Мілн. Вони живуть у вологих тропічних лісах південного півострова.